# Ruth Stégassy
Ruth Stégassy est une journaliste française, animatrice de 2001 à 2016 de l'émission Terre à terre, magazine de l'environnement diffusé le samedi de 7 h 5 à 8 h sur France Culture. Très active dans le domaine de l'écologie, elle a lancé une AMAP, Association pour le maintien d'une agriculture paysanne à Radio France, l'« AMAP des Ondes ». Elle a participé également aux « Entretiens de la Biodiversité 2008 » présidés par Jean-Marie Pelt.
Elle a depuis décidé de se lancer dans un projet de production de céréales anciennes, une nouvelle aventure annoncée dans la dernière émission de Terre à Terre du 9 juillet 2016.
Auparavant, Ruth Stégassy a produit Carrousel, émission de littérature et de culture pour la jeunesse, dans les années 1990.
Il existe un site « non officiel » qui a pour but de permettre l'écoute en ligne des archives de Terre à terre.